# Manakin à front blanc
Lepidothrix serena
Espèce
Statut de conservation UICN

 LC  : Préoccupation mineure
Répartition géographique
Le Manakin à front blanc (Lepidothrix serena) est une espèce de passereaux de la famille des Pipridae.

## Répartition
Cet oiseau se rencontre au Brésil, au Guyana, en Guyane et au Suriname.

## Systématique
Le nom valide complet (avec auteur) de ce taxon est Lepidothrix serena (Linnaeus, 1766).
L'espèce a été initialement classée dans le genre Pipra sous le protonyme Pipra serena Linnaeus, 1766.
Ce taxon porte en français le nom vernaculaire ou normalisé suivant : Manakin à front blanc,.
Lepidothrix serena a pour synonymes :
- Pipra serena Linnaeus, 1766
- Pipra serena Sibley & Monroe, 1990
- Pipra serena Stotz et al., 1996